# Tavaux
Tavaux là một xã trong vùng hành chính Franche-Comté, thuộc tỉnh Jura, quận Dole, tổng Canton de Chemin. Tọa độ địa lý của xã là 47° 02' vĩ độ bắc, 05° 24' kinh độ đông. Tavaux nằm trên độ cao trung bình là 194 mét trên mực nước biển, có điểm thấp nhất là 189 m mét và điểm cao nhất là 197 m mét. Xã có diện tích 13,86 km², dân số vào thời điểm 1999 là 4.274 người; mật độ dân số là 308 người/km².

## Thông tin nhân khẩu
| 1962  | 1968  | 1975  | 1982  | 1990  | 1999  |
| ----- | ----- | ----- | ----- | ----- | ----- |
| 4 369 | 4 905 | 4 736 | 4 417 | 4 387 | 4 274 |